# 九皋镇
九店乡，是中华人民共和国河南省洛陽市嵩县下辖的一个乡镇级行政单位。

## 行政区划
九店乡下辖以下地区：
九店村、郭岭村、郭庄村、宋坪村、石黄村、石槽村、巴沟村、郭沟村、东岭村、汪沟村、陶庄村、老龙村、石场村、马沟村、王楼村、九皋村和长庄村。

## 中国传统村落
2013年8月，石场村被评为第二批中国传统村落。